# Nirnharting
Nirnharting ist ein Gemeindeteil des Marktes Waging am See im Landkreis Traunstein in Oberbayern.

## Geschichte
Nirnharting gehörte bis 1803 zum Fürstbistum Salzburg und dessen Gericht Tetelheim (Tettelham). Mit dem bayerischen Gemeindeedikt von 1818 wurde dann die Landgemeinde Nirnharting gegründet, die die Orte Buch, Ebing, Eichberghof, Feichten, Forst, Guggenberg, Hinterbuch, Hirschhalm, Igelsbach, Kleeham, Lohschuster, Mittermühle, Obervockling, Öd, Parschall, Plattenberg, Reindlmühle, Ropferding, Schuhegg, Starz, Thal, Thalhäusl, Unterholzen, Unterropferding, Untervockling, Wendling und Zözenberg umfasste. Die politische Gemeinde Nirnharting wurde am 1. Januar 1970 nach Waging am See eingemeindet.

## Baudenkmäler und Bodendenkmäler
- Liste der Baudenkmäler in Nirnharting
- Liste der Bodendenkmäler in Waging am See

## Persönlichkeiten
- Sepp Daxenberger (1962–2010), Politiker der Grünen